# Nationalhistoriska parken
Nationalhistoriska parken är ett världsarv i Haiti, omkring 28 km sydväst om staden Cap Haitíen, bestående av monument från 1800-talets början med kopplingar till Haitis självständighet. Parken tillkom efter ett presidentdekret 1978 och består av Citadelle Laferrière, Sans-Soucuipalatset och några byggnader i Ramiers.

## Citadelle Laferrière
Citadelle Laferrière, ibland även kallad Citadelle Henri, började byggas strax efter Haitis självständighetsförklaring. Härksaren Jean-Jacques Dessalines gav general Henri Christophe uppdraget att bygga en mäktig fästning på berget Laferrière. Citadellet uppfördes som en militär anläggning men var också tänkt som en politisk manifestation över landets självständighet och byggdes därför högt upp på berget, 970 meter över havet. Ritningen gjordes av Henri Barré.

## Sans Soucipalatset
Efter Haitis delning 1806, satte den självutnämnde kung Henri Christophe (Henri I) år 1810 igång byggandet av ett enastående palats vid foten av berget intill vägen upp till Citadelle Laferrière. Palatset, som nu håller på att restaureras, har hämtat inspiration från europeiska palats och parker.